# Niger
Niger, quốc hiệu là Cộng hoà Niger, là một quốc gia nằm ở Tây Phi. Tên quốc gia đặt theo tên sông Niger. Niger có chung đường biên giới với Nigeria và Bénin về phía nam, Burkina Faso và Mali về phía tây, Algérie và Libya về phía bắc và Tchad về phía đông. Quốc gia này có tổng diện tích trên đất liền là 1.270.000 km², trong đó hơn 80% trong sa mạc Sahara. Hầu hết dân số theo đạo Hồi, sống tập trung ở miền nam và miền tây đất nước. Thủ đô của Niger là Niamey.
Niger là một quốc gia kém phát triển. Nhiều khu vực không thuộc sa mạc của nước này vẫn đang bị đe dọa bởi hạn hán kéo dài và nạn sa mạc hóa. Nền kinh tế chủ yếu là nông nghiệp tự cung tự cấp; chỉ ở miền nam màu mỡ mới sản xuất được một ít nông sản xuất khẩu. Mặt hàng xuất đặc biệt khác là quặng thô uranium. Niger vẫn còn là một quốc gia kém phát triển bởi vị trí sâu trong lục địa, địa hình sa mạc, giáo dục chưa hoàn chỉnh và tài nguyên của đất nước, cơ sở hạ tầng yếu kém, hệ thống chăm sóc sức khỏe chưa hoàn chỉnh và sự xuống cấp của môi trường.
Xã hội Niger phản ảnh sự đa dạng rất lớn bắt nguồn từ lịch sử độc lập lâu dài của các nhóm chủng tộc và tôn giáo đặt trong một lịch sử chung sống tương đối ngắn dưới cùng một nhà nước duy nhất. Theo dòng lịch sử, phần lãnh thổ mà giờ đây có tên là Niger vốn là một phần của nhiều quốc gia cổ đại. Kể từ khi độc lập, Niger đã trải qua năm lần sửa đổi hiến pháp và ba lần được điều hành bởi luật quân sự. Phần lớn dân số sống ở các vùng nông thôn, và ít có cơ hội được tiếp cận với nền giáo dục cấp cao.

## Lịch sử
Trong khi phần lớn lãnh thổ mà ngày nay thuộc Niger đã bị biến thành một phần của sa mạc Sahara trong suốt hai ngàn năm qua, thì quay ngược thời gian vào năm ngàn năm trước phía bắc của đất nước này là một miền đồng cỏ màu mỡ. Những hình vẽ có niên đại 10.000 năm TCN mà quần thể người sống bằng nghề chăn nuôi để lại cho thấy từng có vô số động vật hoang dã lẫn thuần hóa, xe ngựa và một nền văn hóa đa dạng.

### Buổi đầu lịch sử

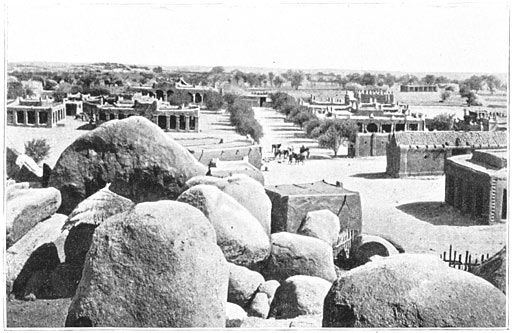
Quang cảnh thị trấn Zinder và cung điện Sultan nhìn từ pháo đài Pháp (1906). Sự xuất hiện của người Pháp báo trước sự kết thúc của nền tự chủ và thời kỳ tiền thuộc địa như Vương quốc Damagaram, vốn chỉ tồn tại dưới sự chỉ định của chính quyền thuộc địa

Trong thập niên 1400, Đế quốc Songhai từng bành trướng tới tận nơi mà ngày nay là Niger, vươn tới tận Agadez trước khi đế quốc này sụp đổ vào năm 1591, sau đó người Zarma và Songhai tiếp tục hiện diện tại nơi này. Khi đế quốc sụp đổ, các phần khác nhau của đế quốc và người tị nạn đến từ đất nước Mali hiện đại đã thiết lập một loạt các quốc gia của người Songhai, trong đó vương quốc Dendi hùng mạnh hơn cả. Từ thập kỷ 1200 trở đi, tộc người du cư Tuareg thiết lập một liên minh, rồi tiến về phía nam về phía dãy núi Aïr, thay thế một số cư dân vốn định cư trước đó ở phía nam. Vào thời kỳ cực thịnh, liên minh của người Tuareg làm chủ hầu hết miền bắc Niger và mở rộng tới những vùng thuộc Nigeria hiện nay.
Vào thập niên 1700, những cư dân chăn gia súc người Fula chuyển tới khu vực Liptako ở miền tây, trong khi vương quốc Zarma nhỏ hơn, nằm cạnh các nhà nước của người Hausa, có các cuộc xung đột với đế quốc Fulani thuộc Sokoto đến từ phương nam. Đường biên giới của Niger với Nigeria thuộc Anh được hình thành do xung đột giữa cộng đồng Sokoto ở phương nam và các triều đại Hausa đang mở rộng về phương bắc. Xa hơn về phía đông trong khu vực lòng chảo Hồ Tchad, đế quốc Kanem và đế quốc Bornu đã mở rộng ảnh hưởng đến các nhóm sắc tộc Kanuri và Toubou và các nước chư hầu ở phía tây như Zinder và ốc đảo Kaouar từ thế kỷ thứ X đến thế kỷ XVII.

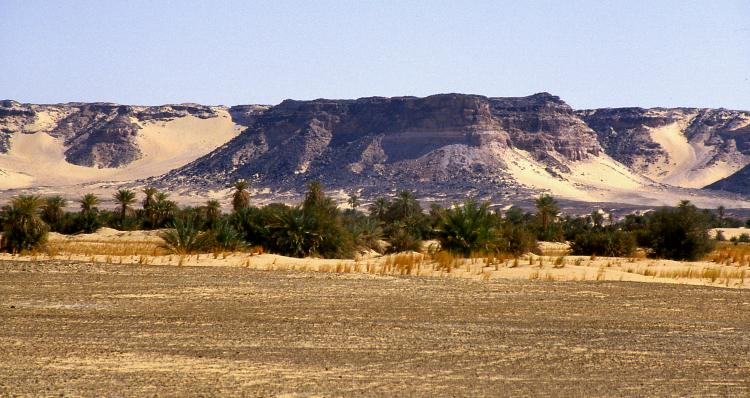
Vách đá Kaouar tạo nên một ốc đảo nằm trong sa mạc Ténéré

Vào thế kỷ XIX, sự tiếp xúc với thế giới phương Tây được bắt đầu khi những nhà thám hiểm đầu tiên-Mungo Park (người Anh) và Heinrich Barth (người Đức)- thực hiện cuộc hành trình đến khu vực, nhằm mục đích tìm kiếm tài nguyên của sông Niger. Mặc dù các nỗ lực của người Pháp nhằm "bình định" khu vực bắt đầu trước năm 1900, các nhóm sắc tộc chống đối, đặc biệt là tộc người Tuareg vẫn không chịu khuất phục hoàn toàn cho đến năm 1922, khi Niger trở thành một thuộc địa của Pháp.
Lịch sử thuộc địa và sự phát triển của Niger có liên hệ với các lãnh thổ Tây Phi thuộc Pháp trong quá khứ. Nước Pháp điều hành các lãnh thổ thuộc địa ở Tây Phi thông qua một toàn quyền ở Dakar, Sénégal và các thống đốc trong từng lãnh thổ riêng biệt, trong đó bao gồm cả Niger. Ngoài việc cấp quyền công dân Pháp cho những cư dân của các lãnh thổ trong các xứ thuộc địa, Hiến pháp năm 1946 của Pháp còn yêu cầu sự phân cấp quyền lực và giới hạn sự tham gia của hội đồng cố vấn địa phương trong đời sống chính trị ở thuộc địa.

### Nền độc lập ban đầu
Một đợt cải cách cơ cấu tổ chức sâu rộng các lãnh thổ hải ngoại xảy ra khi Đạo luật cải cách Hải ngoại (Loi Cadre) được thực thi vào ngày 23 tháng 7-1956, theo sau đó là các biện pháp tái tổ chức được ban hành bởi Quốc hội Pháp vào đầu năm 1957. Ngoài việc loại trừ các điều bất bình đẳng trong bầu cử, các điều luật còn tạo điều kiện cho việc thành lập các cơ quan chính phủ, đảm bảo cho các lãnh thổ thuộc địa quyền tự quản lý rộng rãi hơn. Sau khi Đệ Ngũ Cộng hòa Pháp được thiết lập vào ngày 4 tháng 12 năm 1958, Niger trở thành một chính phủ tự trị nằm trong Cộng đồng Pháp. Sau đó Niger đạt được nền độc lập hoàn toàn vào ngày 3 tháng 8 năm 1960, tuy nhiên họ rời bỏ tư cách thành viên của tổ chức trên.

### Thời kỳ đơn đảng và quân luật (1961-1991)

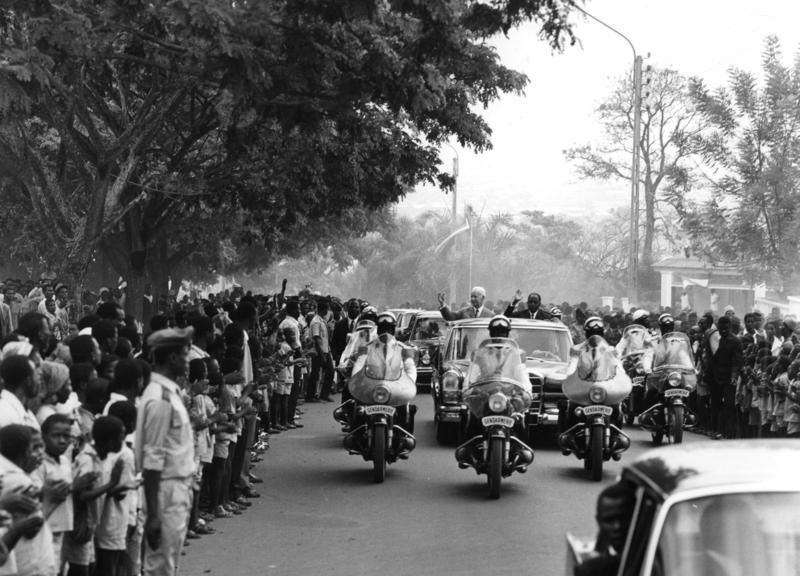
Tổng thống Hamani Diori và Tổng thống Đức Heinrich Lübke được chào mừng trong chuyến viếng thăm Niamey năm 1969. Thời gian cầm quyền đơn đảng của ông Diori được đánh dấu bởi mối quan hệ tốt với phương Tây và vai trò tích cực trong công tác đối ngoại

Trong mười bốn năm đầu tiên hiện hữu như một nhà nước độc lập, Niger được điều hành bởi bộ máy nhà nước dân sự do một đảng duy nhất của Tổng thống Hamani Diori cầm quyền. Năm 1974, các đợt hạn hán nghiêm trọng và các cáo buộc tham nhũng lan tràn dẫn đến một cuộc đảo chính lật đổ chính quyền Tổng thống Diori. Sau đó, Đại tá Seyni Kountché và một nhóm nhỏ các sĩ quan điều hành quốc gia cho đến khi Kountché mất vào năm 1987.
Ông được kế nhiệm bởi người Tham mưu trưởng của ông, Đại tá Ali Saibou, ông này sau đó đã thực hiện các biện pháp cải cách như phóng thích các tù nhân chính trị, tự do hóa một số đạo luật và chính sách của chính phủ Niger và công bố bản hiến pháp mới, theo sau đó là sự thành lập Nền Cộng hòa đơn đảng thứ hai. Tuy nhiên, các nỗ lực của Tổng thống Saibou nhằm kiểm soát các cải cách chính trị thất bại trong việc đáp ứng yêu cầu của các liên đoàn lao động và sinh viên về một hệ thống dân chủ đa đảng. Sau cùng chính phủ Saibou chấp thuận các yêu cầu này vào cuối năm 1990.
Các đảng phái chính trị và hiệp hội dân sự phát triển nhanh chóng và một hội nghị hòa bình được tổ chức vào tháng 7 năm 1991 để mở đường cho việc thực thi hiến pháp mới và tổ chức các cuộc bầu cử tự do và công bằng. Các cuộc tranh luận thường xuyên tiếp diễn với các lời buộc tội lẫn nhau, nhưng với sự dẫn dắt của Giáo sư André Salifou, hội nghị cuối cùng đã phác thảo được một kế hoạch cho một chính phủ chuyển tiếp.

### Nền cộng hòa thứ ba
Một chính phủ lâm thời được thành lập vào tháng 11 năm 1991 để điều hành các công việc quốc gia cho đến khi các thể chế hoàn chỉnh của nền Cộng hòa thứ ba được thiết lập vào tháng 4 năm 1993. Trong khi các hoạt động kinh tế của đất nước bị đình trệ trong quá trình chuyển tiếp, các thành tựu đạt được trong cuộc cải cách là đáng chú ý, bao gồm cả cuộc trưng cầu dân ý về hiến pháp; việc thông qua chìa khóa lập pháp như luật bầu cử và nông thôn; và việc tổ chức bầu cử tự do, bình đẳng, không bạo lực và trên toàn quốc. Tự do báo chí cũng được cổ xúy với sự ra đời vài tờ báo độc lập.
Kết quả của cuộc bầu cử quốc hội vào tháng 1 năm 1995 dẫn đến sự luân phiên điều hành đất nước giữa hai phe đối địch giữa tổng thống và thủ tướng; điều này khiến như chính phủ gần như bị tê liệt, tạo điều kiện cho Đại tá Ibrahim Baré Maïnassara lật đổ nền cộng hòa thứ ba vào tháng 1 năm 1996.

### Chính phủ quân sự và Nền Cộng hòa thứ tư
Khi nhà cầm quyền quân sự đang điều hành chính phủ (Conseil de Salut National) trong thời gian chuyển tiếp 6 tháng, Baré lập danh sách các chuyên gia để phác thảo một bản hiến pháp mới cho Nền Cộng hòa thứ tư được chính thức thiết lập vào tháng 5 năm 1996. Baré tổ chức một cuộc bầu cử tổng thống vào tháng 7 năm 1996. Trong lúc bầu cử diễn ra, ông đã thay thế ủy ban bầu cử. Đến lượt Ủy ban này công bố ông là người chiến thắng sau khi cuộc kiểm phiếu đã kết thúc. Đảng của ông giành được 57% trong tổng số ghế của Quốc hội trong một cuộc bầu cử rạn nứt vào tháng 11 năm 1996.
Trong lúc các nỗ lực của ông nhằm biện minh cho cuộc đảo chính và những cuộc bầu cử đầy nghi vấn sau đó, bị thất bại trong việc gây dựng lòng tin của các nhà tài trợ để khôi phục sự hỗ trợ kinh tế đa phương và song phương. Không còn cách nào khác Baré đã liều lĩnh bỏ qua lệnh cấm vận quốc tế chống lại Libya và tìm nguồn quỹ tín dụng từ nước này để hỗ trợ nền kinh tế Niger. Các hành động bạo lực chống lại quyền tự do dân sự cơ bản bị chính quyền vi phạm liên tục, các nhà lãnh đạo phe đối lập bị cầm tù; nhà báo bị bắt giữ, và bị trục xuất bởi lực lượng quân dân không chính thức bao gồm cảnh sát và nhân viên quân sự; các cơ quan truyền thông độc lập bị cướp phá và thiêu hủy.
Như là một phần của kế hoạch bắt đầu từ năm 1991 trong hội nghị quốc gia, chính phủ đã ký các hiệp định hòa bình với tất cả các nhóm sắc tộc vào tháng 4 năm 1995 bao gồm các nhóm nổi loạn của người Tuareg và Toubou từ năm 1990. Những người Tuareg khẳng định họ không không được dự hội nghị và ít được cung cấp thông tin từ chính quyền trung ương. Chính phủ đồng ý thu nạp một số kẻ nổi loạn trước đây vào trong thành phần quân đội và cùng với sự hỗ trợ của người Pháp giúp đưa những người còn lại trở về cuộc sống bình thường.

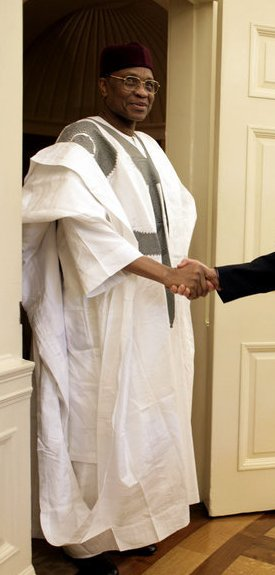
Tổng thống Cộng hòa Niger bị hạ bệ, ông Mamadou Tandja.

### Nền Cộng hòa thứ năm đến thứ bảy (1999–2023)

Tập hợp các chiến binh Nhà nước Hồi giáo ở biên giới Mali-Niger vào tháng 7 năm 2021

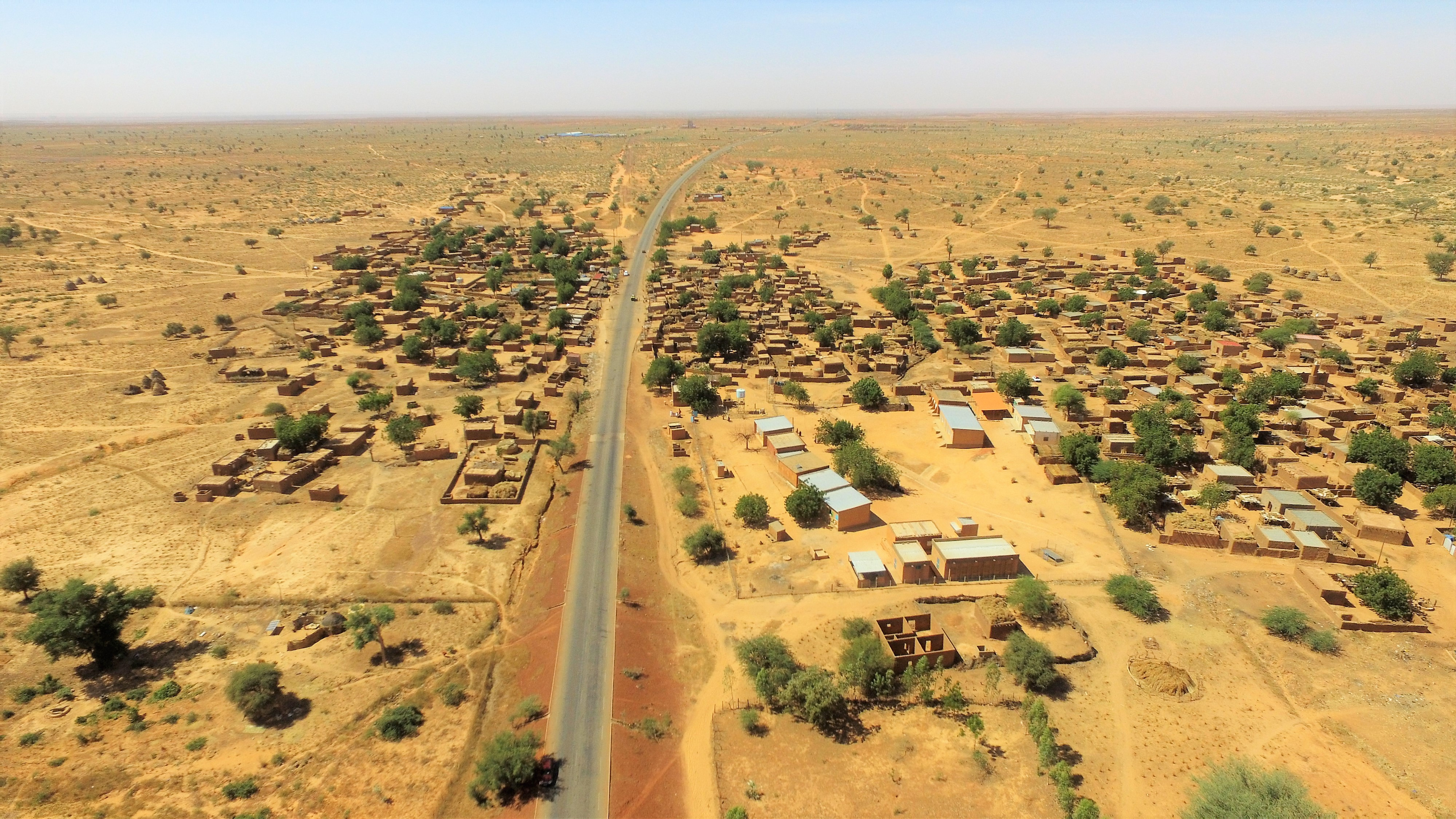
Niger bán khô cằn bị đe dọa bởi sa mạc hóa

Vào ngày 9 tháng 4 năm 1999, Baré bị giết chết trong một cuộc đảo chính thực hiện bởi Thiếu tướng Daouda Malam Wanké, người này sau đó đã thiết lập Hội đồng Hòa giải Quốc gia để thực thi việc phác thảo hiến pháp cho Nền Cộng hòa thứ năm với một chính phủ theo hệ thống bán tổng thống kiểu Pháp.
Trong cuộc bầu cử mà được các nhà quan sát quốc tế đánh giá tương đối tự do và công bằng, cử tri Niger đã chấp nhận bản hiến pháp mới vào tháng 7 năm 1999 và các cuộc bầu cử lập pháp và tổng thống được tổ chức sau đó vào tháng 10 và 11, 1999. Dẫn đầu liên minh giữa Phong trào Quốc gia vì sự phát triển Xã hội (MNSD) và Hội nghị Cộng hòa và xã hội (CDS), Mamadou Tandja đắc cử.
Trong cuộc đảo chính quân sự vào tháng 2 năm 2010 một chính quyền quân sự được thiết lập để ngăn chặn các nỗ lực kéo dài nhiệm kỳ tổng thống của Tandja thông qua vận động sửa đổi hiến pháp. Chính quyền quân sự được chỉ huy bởi Hội đồng Tối cao Lập lại Dân chủ.
Vào ngày 27 tháng 12 năm 2020, Nigeriens đi bỏ phiếu sau khi Issoufou tuyên bố sẽ từ chức, mở đường cho chuyển giao quyền lực một cách hòa bình. Không có ứng cử viên nào giành được đa số tuyệt đối trong cuộc bỏ phiếu: Mohamed Bazoum đứng gần nhất với 39,33%. Theo hiến pháp, một cuộc bầu cử vòng hai được tổ chức vào ngày 20 tháng 2 năm 2021, với Bazoum chiếm 55,75% phiếu bầu và ứng cử viên đối lập (và cựu tổng thống) Mahamane Ousmane chiếm 44,25%, theo ủy ban bầu cử.
Vào ngày 31 tháng 3 năm 2021, lực lượng an ninh của Niger đã ngăn chặn một cố gắng đảo chính bởi một đơn vị quân đội ở thủ đô, Niamey. Tiếng súng vang lên trong dinh tổng thống. Vụ tấn công diễn ra hai ngày trước khi tổng thống mới đắc cử Mohamed Bazoum tuyên thệ nhậm chức. Lực lượng Bảo vệ Phủ Tổng thống đã bắt giữ một số người trong vụ việc. Vào ngày 2 tháng 4 năm 2021, Bazoum tuyên thệ nhậm chức Tổng thống Niger.
Cuối ngày 26 tháng 7 năm 2023, quân đội Niger ( ở đây là lực lượng bảo vệ tổng thống ) do Đại tướng Abdourahamane Tchiani đã lật đổ Bazoum, chấm dứt nền Cộng hòa thứ bảy và thành lập HĐQG Bảo vệ tổ quốc  Vào ngày 28 tháng 7, Đại tướng Abdourahamane Tchiani tuyên bố mình là nguyên thủ quốc gia trên thực tế của đất nước.

## Địa lý

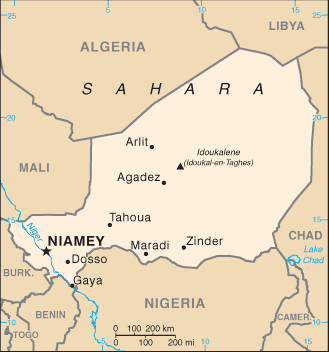
Bản đồ Niger

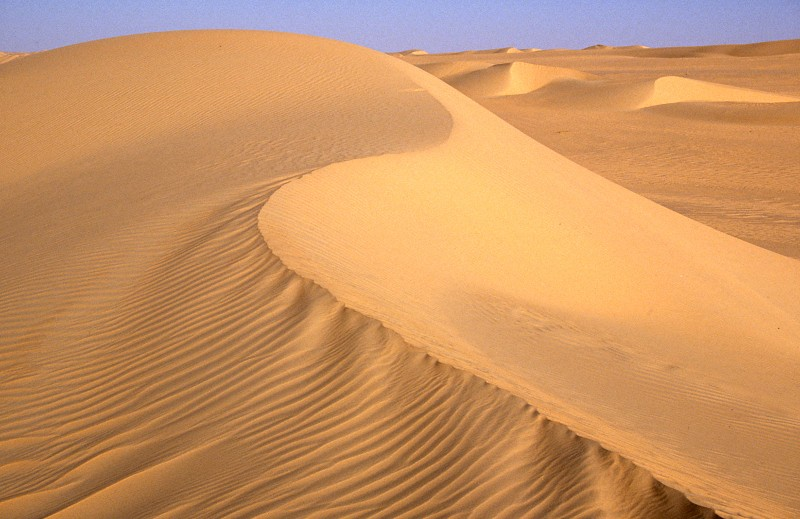
Erg of Bilma ở miền đông Niger.

Niger là một quốc gia nằm trong lục địa ở Tây Phi trong vùng tiếp giáp giữa sa mạc Sahara và khu vực cận Sahara. Tọa độ địa lý của Niger nằm từ 11,7 đến 23,5 vĩ độ bắc và từ 0,1 đến 16 kinh độ đông. Diện tích của nước này vào khoảng 1267000 kilomet vuông (489.191 dặm vuông) và khoảng 300 kilomet vuông (116 dặm vuông) trong số đó là diện tích mặt nước. Diện tích của Niger gần bằng hai lần bang Texas của Hoa Kỳ và xếp thứ hai mươi hai về diện tích trên thế giới (sau Tchad). Diện tích nước này tương đương với Angola hay Mali.
Niger có chung đường biên giới với tất cả bảy quốc gia trên cả bốn mặt và có đường biên giới dài tổng cộng khoảng 5.697 kilomet (3.540 dặm). Đường biên giới của Niger giáp với Nigeria về phía nam có chiều dài lớn nhất (khoảng1.497 km/930 dặm). Chiều dài của đường biên giới nước này giáp với Tchad về phía đông khoảng 1.175 km (730 dặm), Algérie ở hướng tây bắc là (956 km/594 dặm), và Mali là 821 km (510 dặm). Niger cũng có chung một đường biên giới ngắn về phía tây nam với Burkina Faso khoảng 628 km (390 dặm) và Bénin là 266 km (165 dặm) và về phía đông bắc với Libya là 354 km (220 dặm).
Niger có khí hậu cận nhiệt đới với đặc điểm rất nóng và khô, điều này khiến cho phần lớn diện tích nước này được bao phủ chủ yếu bởi sa mạc. Tại phần cực nam của đất nước có khí hậu nhiệt đới ở rìa lưu vực sông Niger. Địa hình nước này chủ yếu là các đồng bằng sa mạc rộng lớn và đụn cát, khi xuống phương nam sa mạc chuyển dần sang savanna và đồi núi khi đi về phía bắc.
Điểm thấp nhất của nước này là tại sông Niger với độ cao là 200 met (656 feet) trên mặt nước biển. Điểm cao nhất là Mont Idoukal-n-Taghès thuộc Aïr Massif với độ cao là 2.022 m (6.634 feet).

## Chính trị
Hiến pháp mới của Niger được chấp thuận vào tháng 7 năm 1999. Nó đã phục hồi hệ thống bán tổng thống của bản hiến pháp tháng 12 năm 1992 thuộc nền Cộng hòa thứ ba. Trong đó Tổng thống của nền Cộng hòa được bầu bởi chế độ phổ thông đầu phiếu cho một nhiệm kỳ bốn năm, và Thủ tướng được chỉ định bởi Tổng thống để chia sẻ quyền hành pháp. Do dân số ngày càng tăng của Niger, Hội đồng Lập pháp Quốc gia theo cơ chế đơn viện được mở rộng vào năm 2004 lên con số 113 nghị sĩ được bầu cho một nhiệm kỳ 5 năm theo hệ thống đại diện cho đa số. Các đảng phái chính trị phải đạt được ít nhất là 5% số phiếu bầu để có ghế trong cơ quan lập pháp.
Bản Hiến pháp mới cũng tạo điều kiện cho các cuộc bầu cử chính quyền các đô thị và địa phương, và kết quả là cuộc bầu cử thành công diễn ra vào ngày 24 tháng 7 năm 2004. Trước đó, Hội đồng Quốc gia đã thông qua một loạt các dự luật nhằm phân tán quyền lực xuống các cấp thấp hơn vào tháng 6 năm 2002. Trong bước đầu tiên, quyền hạn quản lý được phân cho 265 huyện (hội đồng địa phương), trong giai đoạn sau, các vùng và tỉnh được thiết lập như là các thực thể tự quản. Kèm theo đó là luật bầu cử mới được thông qua để phù hợp với bối cảnh phân cấp quyền lực. Niger hiện đang được chia thành 8 vùng, gồm tổng cộng 36 tỉnh. Đứng đầu mỗi tỉnh là tỉnh trưởng được bổ nhiệm bởi chính phủ và có chức năng như là người đại diện cho chính quyền trung ương tại địa phương.
Cơ quan lập pháp hiện tại được bầu vào tháng 12 năm 2004 bao gồm thành phần bảy đảng chính trị. Tổng thống Mamadou Tandja tái đắc cử vào tháng 12 năm 2004 và tái chỉ định Hama Amadou làm Thủ tướng. Mahamane Ousmane, người đứng đầu Hội nghị Cộng hòa và xã hội, được bầu làm Chủ tịch Hội đồng Quốc gia (Nghị viện) thêm một nhiệm kỳ nữa bởi những nghị sĩ. Nhiệm kỳ thứ hai của chính phủ Nền Cộng hòa thứ năm bắt đầu vào ngày 30 tháng 12 năm 2002. Vào tháng 8 năm 2002 một cuộc bạo động nghiêm trọng bên trong quân đội nổ ra ở Niamey, Diffa, và Nguigmi, nhưng ngay sau đó chính phủ đã khôi phục lại được trật tự chỉ trong vài ngày.
Tháng 6, 2007, Seyni Oumarou được bổ nhiệm làm Thủ tướng mới sau khi Hama Amadou bị buộc phải rời khỏi chức vụ bở Hội đồng Quốc gia một cách dân chủ thông qua một cuộc bỏ phiếu bất tín nhiệm.
Từ năm 2007 đến 2008, Cuộc nổi dậy lần hai của người Tuareg nổ ra ở miền bắc Niger, đã làm xấu đi triển vọng phát triển kinh tế và xóa bỏ mọi tiến trình chính trị đạt được.
Vào ngày 26 tháng 5 năm 2009, Tổng thống Tandja giải tán Quốc hội sau khi Tòa án Hiến pháp ra phán quyết chống lại một cuộc trưng cầu dân ý nhằm quyết định khả năng cho ông có được nhiệm kỳ tổng thống thứ ba. Theo Hiến pháp, một quốc hội mới phải được bầu lại trong vòng ba tháng sau đó. Điều này gây ra một cuộc tranh chấp chính trị giữa Tandja, đang cố gắng kéo dài số nhiệm kỳ mà ông có quyền tranh cử sau năm 2009 bằng việc lập Nền Cộng hòa thứ sáu và các đối thủ đang yêu cầu ông bỏ chính trường từ sau khi nhiệm kỳ thứ hai kết thúc vào tháng 12 năm 2009.

### Phân cấp hành chính

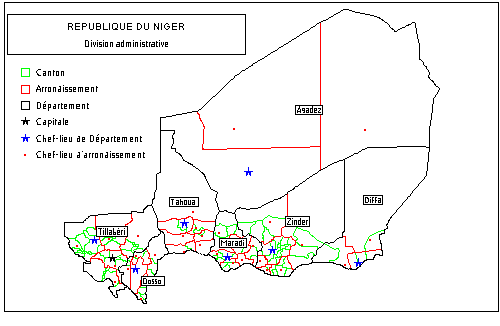
Phân cấp Hành chính của Cộng hòa Niger, năm 1992.

Niger được chia làm 7 vùng và một khu thủ đô. Các vùng này đến lượt nó lại được chia thành tổng cộng 36 huyện. Hiện tại 36 huyện được chia thành các xã dưới các hình thức khác nhau. Vào năm 2006 toàn Niger có tổng cộng 265 xã, bao gồm xã ở đô thị (xã đô thị: phân cấp hành chính dưới thành phố), xã nông thôn, vốn là các khu vực thưa thới dân cư và các trạm hành chính đặt ở các vùng sa mạc rộng lớn không có cư dân hay khu vực quân sự.
Các xã nông thôn bao gồm các ngôi làng và khu vực có người sinh sống, trong khi các xã ở đô thị được chia thành các phường. Phân cấp hành chính của Niger được đổi tên vào năm 2002, như là một phần của kế hoạch phi tập trung hóa bắt đầu vào năm 1998. Trước đó, Niger được chia thành 7 vùng, 36 Huyện và xã. Các phân cấp hành chính được điều hành bởi các nhân viên bổ nhiệm bởi chính phủ quốc gia. Những cơ cấu này trong tương lai sẽ được thay thế bằng bầu cử ở cấp độ địa phương.
Các tỉnh và khu vực thủ đô là:
| - Vùng Agadez - Vùng Diffa - Vùng Dosso - Vùng Maradi |  | - Vùng Tahoua - Vùng Tillabéri - Vùng Zinder - Niamey (khu vực thủ đô) |

### Ngoại giao
Niger theo đuổi một chính sách ngoại giao trung lập và duy trì các mối quan hệ thân thiện với thế giới Phương Tây lẫn Hồi giáo cũng như các quốc gia không liên kết. Niger gia nhập tổ chức Liên Hợp Quốc và đặc phái viên đặc biệt của nước này đảm nhận trách nhiệm thành viên không thường trực của Hội đồng Bảo an Liên Hợp Quốc trong thời gian 1980-81. Niger duy trì các mối quan hệ đặc biệt với các cựu thuộc địa của Pháp và có mối quan hệ mật thiết với các láng giềng ở Tây Phi.
Niger là thành viên đồng sáng lập của các tổ chức Liên Minh châu Phi và Liên Minh Tiền tệ Tây Phi và đồng thời cũng là thành viên của Ủy ban lưu vực sông Niger và Ủy ban khu vực hồ Tchad, Cộng đồng Kinh tế Tây Phi, Phong trào Không Liên kết, Tổ chức Hội nghị Hồi giáo và Cơ quan vì sự hài hòa luật kinh tế ở châu Phi (OHADA). Những vùng được hiện đại hóa nhất Niger cùng với các vùng kề cận của Mali và Burkina Faso tạo thành Ủy ban Liptako-Gourma.
Tranh chấp về vấn đề biên giới với Benin, vốn tồn tại từ quá khứ thuộc địa liên quan đến đảo Lete trên sông River cuối cùng đã được phân xử bởi Tòa án Quốc tế vì Công lý vào năm 2005 với phán quyết nghiêng về phía Niger.

### Quân đội
Lực lượng Vũ trang của Niger có tổng cộng 12.000 nhân sự với gần 3.700 hiến binh, 300 người trong không quân và 6.000 nhân viên trong lục quân. Không lực nước này có bốn máy bay vận tải hoạt động. Các lực lượng vũ trang gồm có hội đồng tướng quân và các tổ chức ở cấp tiểu đoàn của các lực lượng tuần thám gồm hai đơn vị dù, bốn đơn vị thiết giáp hạng nhẹ, và chín đơn vị bộ binh cơ giới đóng ở Tahoua, Agadez, Dirkou, Zinder, Nguigmi, N'Gourti, và Madewela. Từ tháng 1 năm 2003, Niger đã triển khai một đại đội đến Côte d'Ivoire như là một phần của lực lượng bình ổn ECOWAS. Năm 1991, Niger đã gửi bốn trăm nhân viên quân sự tham gia lực lượng liên minh do Hoa Kỳ dẫn đầu chiến đấu chống lại Iraq trong Chiến tranh Vùng Vịnh.

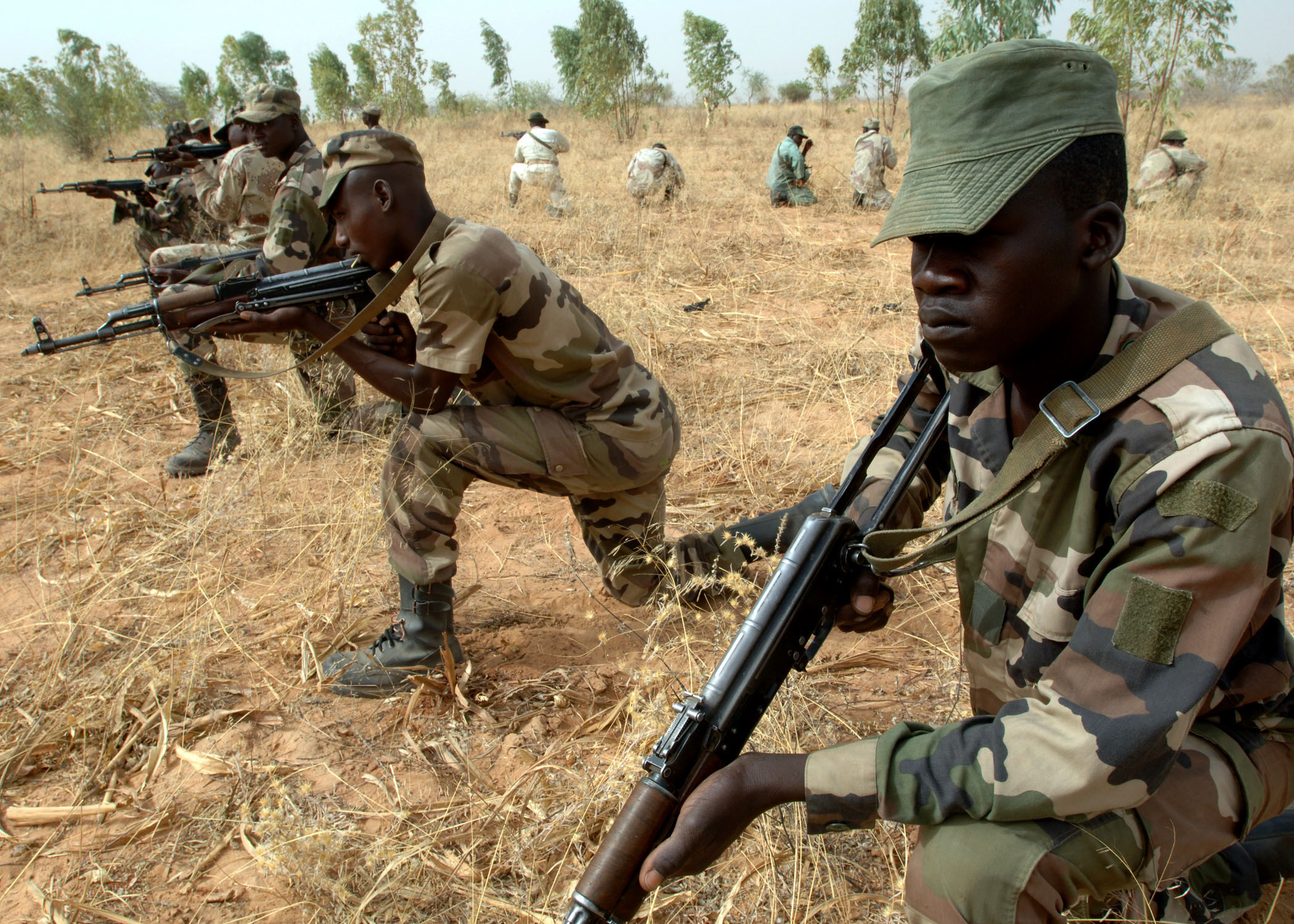
Các binh lính Niger năm 2007

Ngân sách quốc phòng Niger khá khiêm tốn, chiếm khoảng 1.6% chi tiêu của chính phủ. Pháp là nước hỗ trợ lớn nhất về mặt quân sự cho Niger. Ngoài ra Niger cũng nhận sự trợ giúp quân sự từ Maroc, Algérie, Trung Quốc, và Libya. Có khoảng 15 cố vấn quân sự Pháp đang làm việc tại Niger. Nhiều nhân viên quân sự Niger nhận được sự đào tạo ở Pháp, và phần lớn các thiết bị được mua sắm hay được chuyển giao cho Lực lượng Vũ trang Niger cũng có xuất xứ từ Pháp.
Trong quá khứ, sự hỗ trợ từ phía Hoa Kỳ tập trung vào việc huấn luyện các phi công và nhân viên hỗ trợ hàng không, huấn luyện kỹ năng quân sự chuyên nghiệp cho các sĩ quan chỉ huy, và đào tạo kỹ năng cơ bản cho các nhân viên quân sự cấp thấp hơn. Một chương trình hỗ trợ quân sự nhỏ từ ngoại ngoại quốc bắt đầu vào năm 1983. Một văn phòng Tùy viên Quốc phòng Hoa Kỳ được mở vào tháng 6 năm 1985 và đảm nhận trách nhiệm Văn phòng Hỗ trợ An ninh vào năm 1987. Sau đó văn phòng đóng cửa vào ngăm 1996 sau một cuộc đảo chính. Rồi lại được tái mở của vào tháng 7 năm 2000. Hoa Kỳ cũng hỗ trợ vận chuyển và hận cần cho binh lính Niger được triển khai tới Bờ Biển Ngà vào năm 2003. Thêm vào đó, Hoa Kỳ cũng cung cấp các thiết bị huấn luyện về mặt vận chuyển và liên lạc cho một đơn vị được lựa chọn của Niger như là một phần của sáng kiến Pan Sahel xuất phát từ Bộ Ngoại giao Hoa Kỳ.
Vào tháng 2 năm 2010, quân đội Niger đã thực hiện cuộc đảo chính nhằm truất quyền Tổng thống Tandja Mamadou, vốn đã điều hành đất nước ngày một chuyển sang khuynh hướng độc tài. Quân đội khẳng định họ làm điều này nhằm mục đích là phục hồi nền dân chủ. Tuy nhiên điều này vẫn chưa rõ là nó xảy ra hay không.

## Kinh tế

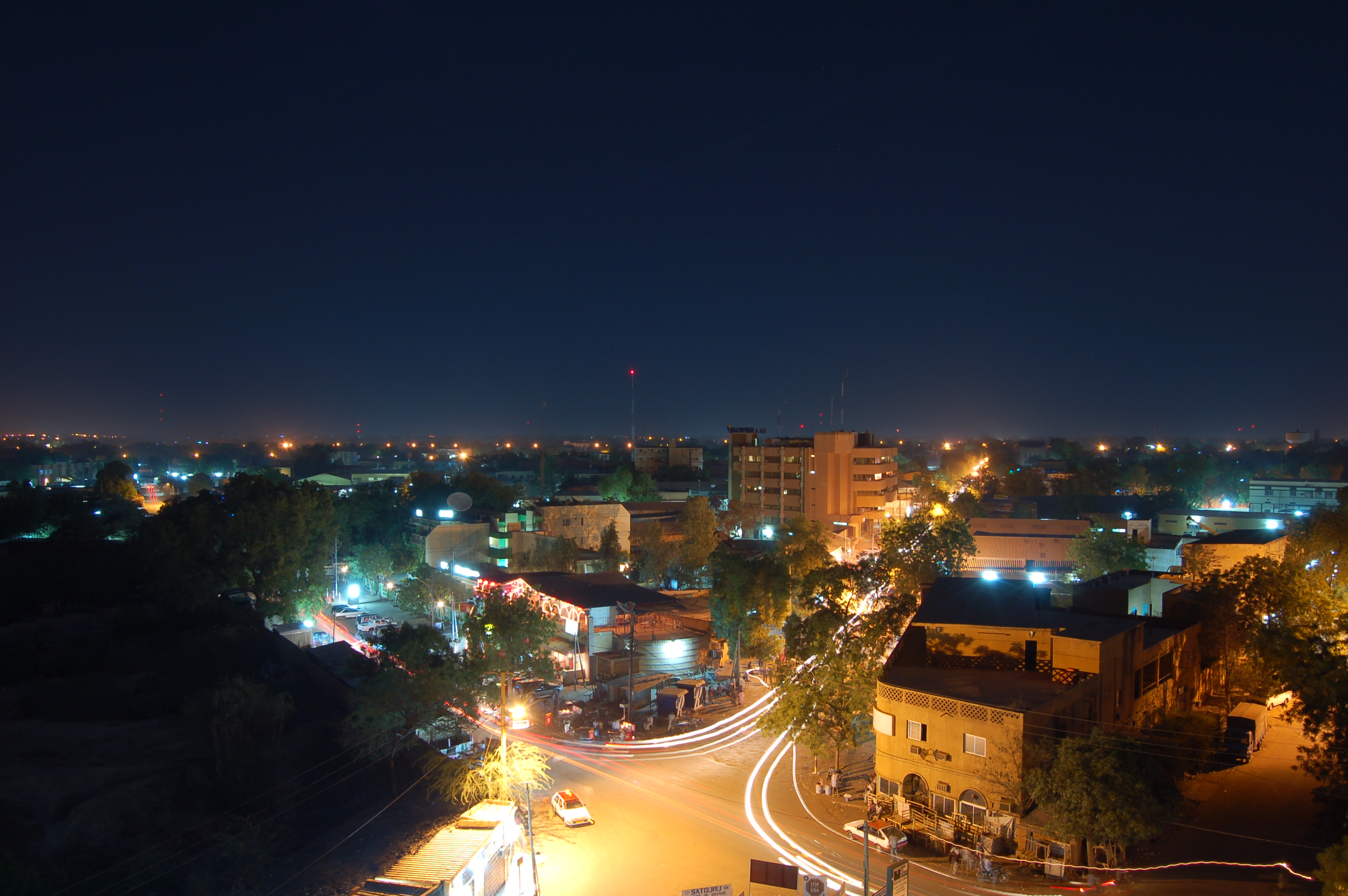
Niamey, thủ đô và là trung tâm kinh tế của Niger

Nền kinh tế của Niger tập trung vào trồng trọt, chăn nuôi tự cung tự cấp và một số mỏ uranium thuộc vào hàng có trữ lượng lớn nhất thế giới. Tuy nhiên những đợt hạn hán theo chu kỳ, nạn sa mạc hóa, tỉ lệ tăng dân số 2.9% và sự sụt giảm nhu cầu uranium của thế giới đã làm suy giảm nền kinh tế của nước này.
Niger dùng chung một hệ thống tiền tệ là franc CFA, có một ngân hàng trung tâm chung, Ngân hàng Trung tâm các quốc gia Tây Phi (BCEAO), cùng với bảy nước khác là thành viên của Liên minh Tiền tệ Tây Phi. Niger cũng đồng thời là thành viên của tổ chức Cơ quan vì sự hài hòa luật kinh tế ở châu Phi (OHADA).
Đến tháng 12 năm 2000, Niger hội đủ điều kiện để xóa nợ tăng thêm trong chương trình của Quỹ Tiền tệ Quốc tế cho các quốc gia nghèo mắc nợ nghiêm trọng (HIPC) và đi đến ký kết một thỏa thuận với Quỹ này về vấn đề Giảm nghèo và tăng trưởng Cơ sở (PRGF). Các khoản nợ được cung cấp theo sáng kiến HIPC làm giảm đáng kể nghĩa nghĩa vụ trả nợ của Niger hàng năm, giúp tạo nguồn vốn dành cho chi phí chăm sóc y tế cơ bản, giáo dục tiểu học, chống HIV/AIDS, cơ sở hạ tầng nông thôn và các chương trình khác nhắm vào giảm nghèo.
Trong tháng 12 năm 2005, Niger được nhận sự hoãn nợ toàn phần của các bên cho vay từ IMF, các khoản nợ trị giá tổng cộng $86 triệu USD này sẽ được chuyển sang cho IMF nắm giữ, ngoại trừ các khoản cho vay sau đó theo sáng kiến HIPC. Gần một nửa ngân sách của chính phủ Niger là từ các khoản tài trợ từ nước ngoài. Tương lai tăng trưởng kinh tế có thể được duy trì bằng cách khai thác dầu, vàng, than đá, và tài nguyên khoáng sản khác. Giá của Uranium đã hồi phục phần nào trong vài năm qua. Một đợt hạn hán và nạn châu chấu trong năm 2005 đã khiếu cho nguồn cung cấp lương thực cho 2.5 triệu người Niger bị thiếu hụt.

### Nông nghiệp

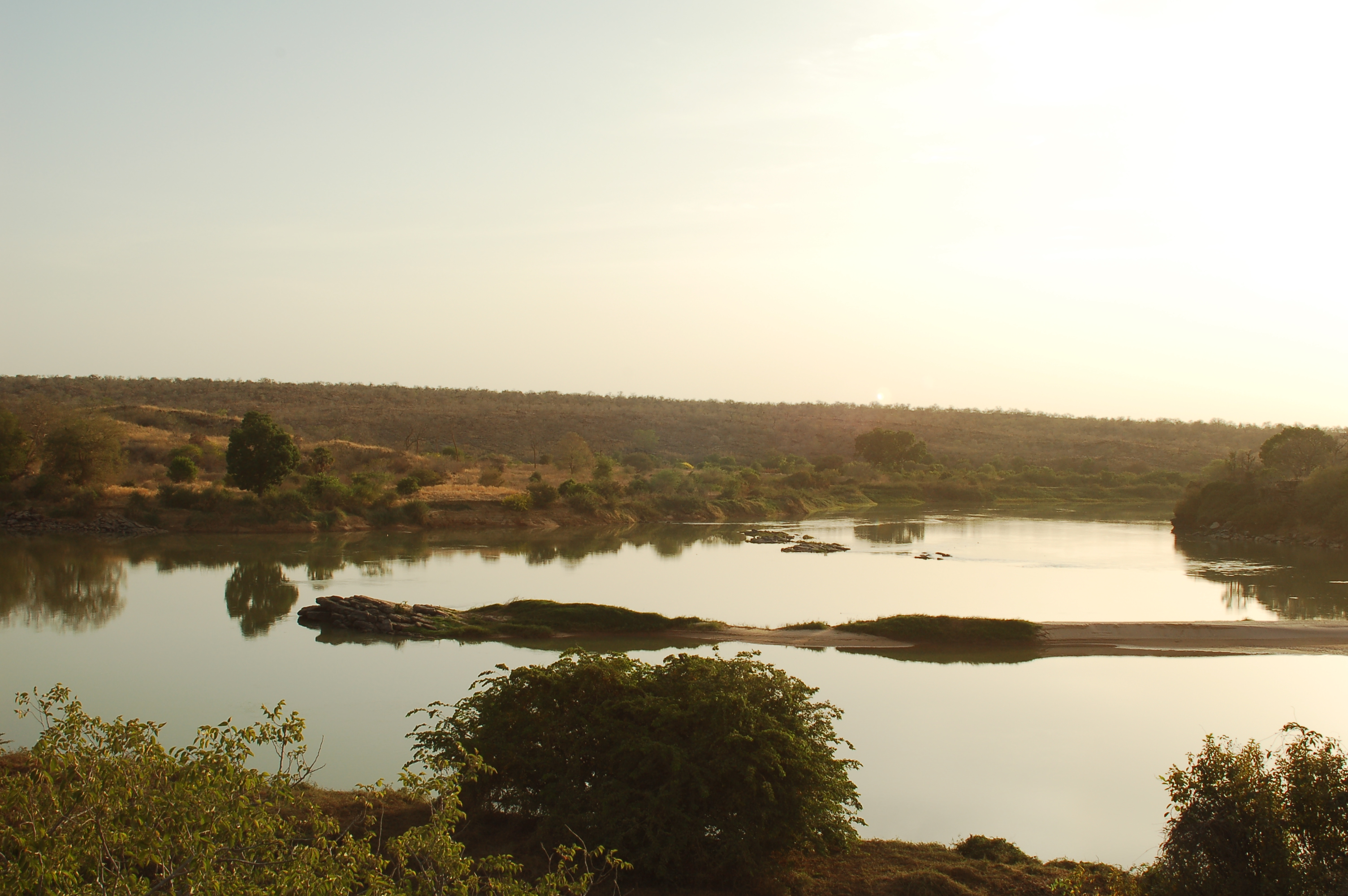
Vùng đất màu mỡ phía nam Niger gần con sông Niger.

Nền kinh tế nông nghiệp phần lớn dựa vào thị trường nội địa, nông nghiệp tự cung tự cấp và xuất khẩu hàng hóa dưới dạng thô bao gồm thực phẩm và gia súc đến các nước láng giềng.
Khu vực nông nghiệp va chăn nuôi là trụ cột của nền kinh tế Niger ngoại trừ 18% dân số. Mười bốn phần trăng GDP của Niger được tạo ra nhờ chăn nuôi (lạc đà, dê, cừu và gia súc), để cung cấp lương thực cho 29% dân số. Còn 53% dân số nằm trong lĩnh hoạt động trồng trọt nông sản. Chỉ có 15% diện tích của Niger là có thể trồng trọt được nằm chủ yếu dọc theo biên giới phía nam của nước này với Nigeria.

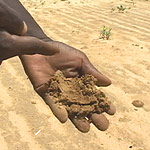
Nạn hạn hán đã khiến cho đất trồng trọt được biến thành sỏi và cát. Một nông dân kiểm tra đất trong nạn hạn hán tác động đến Niger gây ra nạn đói 2005.

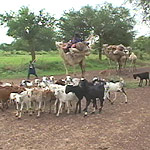
Các cư dân du mục bỏ sang Nigeria cùng với gia súc của mình, tỉnh Dakoro, Niger, 2005.

Trong những khu vực này, kê ngọc trai, cây lúa miến và sắn là những cây trồng tự cung tự cấp theo mùa mưa chính. Cây lúa nước được trồng đáp ứng cho nhu cầu nội địa ở thung lũng sông Niger về phía tây. Kể từ khi đồng franc CFA bị mất giá, gạo bán trong nước có giá thấp hơn so với gạo nhập khẩu, điều này đã thúc đẩy nông dân sản xuất bổ sung. Cây đậu đũa và Hành tây được trồng để xuất khẩu thương mại, cũng như một số lượng nhỏ tỏi, ớt chuông xanh, khoai tây và lúa mì. Trồng trọt trong các ốc đảo là một phần phụ thêm nhỏ vào sản lượng nông nghiệp nước này nằm ở miền bắc và sản phẩm chủ yếu là hành tây, chà là và một số rau dành cho xuất khẩu.
Nhưng trong phần lớn các vùng còn lại, những cư dân ở nông thôn cũng tham gia trồng trọt theo hướng phân tán ở vùng trung tâm phía nam và tây nam nước này, trong những khu vực này (khu vực Sahel) lượng nước mưa hàng năm dao động trong khoảng từ 300mm đến 600mm. Một vùng nhỏ hơn ở cực nam của đất nước, xung quanh Gaya nhận được lượng mưa hằng năm là 700mm đến 900mm. Những khu vực trồng trọt phụ ở phía bắc, như các phần phía nam của Aïr Massif hay ốc đảo Kaouar dựa vào nguồn nước từ các ốc đảo và một ít lượng mưa gây ra bởi tác dụng của núi. Các khu vực rộng lớn còn lại ở phía tây bắc và miền đông của quốc gia này vốn nằm trong sa mạc Sahara, chỉ có đủ lượng nước mưa theo mùa để đáp ứng cho việc chăn nuôi bán du mục. Cư dân của các khu vực này, phần lớn là người Tuareg, Wodaabe - Fula và Toubou, hành trình về phía nam (tiến trình này gọi là Transhumance) để chăn thả và bán gia súc trong mùa khô, sau đó họ lại đi về phía bắc đến sa mạc Sahara trong mùa mưa ngắn ngủi.
Nhưng lượng mưa thay đổi thất thường và khi trong những đợt hạn hán, Niger không sản xuất đủ lương thực nuôi ăn dân số của mình và phải dựa vào nguồn ngũ cốc mua được cũng như viện trợ để đáp ứng đủ nhu cầu thực phẩm. Các cơn mưa ở nhiều nơi của vùng Sahel, được biết đến với sự thất thường của nó. Điều này thật sự đúng trong thế kỷ XX, với các nạn hạn hán trầm trọng nhất từng được ghi nhận bắt đầu từ cuối thập niên 1960 và kéo dài đến thập niên 1980 với chỉ một lần gián đoạn duy nhất. Tác động lâu dài của nó, đặc biệt là trên bộ phận dân số làm nghề chăn nuôi vẫn còn khi đến thế kỷ XXI, với những cộng đồng vốn sống dựa vào chăn nuôi gia súc, cừu và lạc đà đã mất gần như hoàn toàn số gia súc của họ hơn một lần trong thời gian này. Tuy nhiên lượng mưa hiện nay vẫn còn thay đổi thất thường. Một ví dụ là vào năm 2000, lượng mưa thấp trong khi vào năm 2001, lượng mưa dồi dào và được phân phối đều.
Đập Kandadji trên sông Niger được bắt đầu xây dựng vào năm 2008, được mong đợi là sẽ cải thiện sản lượng nông nghiệp của tỉnh Tillaberi bằng việc cung cấp nước tưới tiêu cho 6.000 hecta ban đầu và 45.000 hecta đến năm 2034.

### Xuất khẩu
Uranium là mặt hàng xuất khẩu chính của Niger. Các khoản thu nhập từ trao đổi gia súc, mặc dù khó để định lượng, là mặt hàng thứ hai. Tuy nhiên lượng hàng xuất khẩu thực sự thường vượt xa so với các con số thống kê của chính phủ, vì khó có thể xác định được số động vật chăn nuôi được chuyển sang biên giới đến Nigeria một cách không chính thức. Một số da của gia súc cũng được xuất khẩu dưới dạng thô hay được chuyển thành mặt hàng thủ công mỹ nghệ. Các trữ lượng đáng kể phosphat, than đá, sắt, đá vôi và thạch cao cũng được tìm thấy ở Niger.

#### Uranium
Sự sụt giảm giá uranium liên tục làm cho thu nhập của khu vực kinh tế uranium của Niger trở nên thấp hơn, mặc dù uranium vẫn mang lại 72% số tiền thu từ xuất khẩu của quốc gia này. Niger bắt đầu có những khoảng thu nhập đáng kể từ xuất khẩu và một tốc độ tăng trưởng nhanh chóng trong suốt thập niên 1960 và 1970 sau khi xúc tiến việc khai thác hai mỏ uranium lớn gần thị trấn miền bắc Arlit. Khi sự bùng nổ khai thác uranium kết thúc vào những năm đầu thập niên 1980, nền kinh tế trở nên trì trệ, và các khoảng đầu tư mới từ đó cũng giới hạn. Hai mỏ uranium của Niger —mỏ lộ thiên SOMAIR và mỏ dưới mặt đất COMINAK—được sở hữu bởi một tập đoàn và hoạt động bởi những lợi ích của Pháp. Tuy nhiên vào năm 2007, nhiều giấy phép mới được cấp cho các công ty Canada và Úc nhằm khai thác những trữ lượng uranium mới.

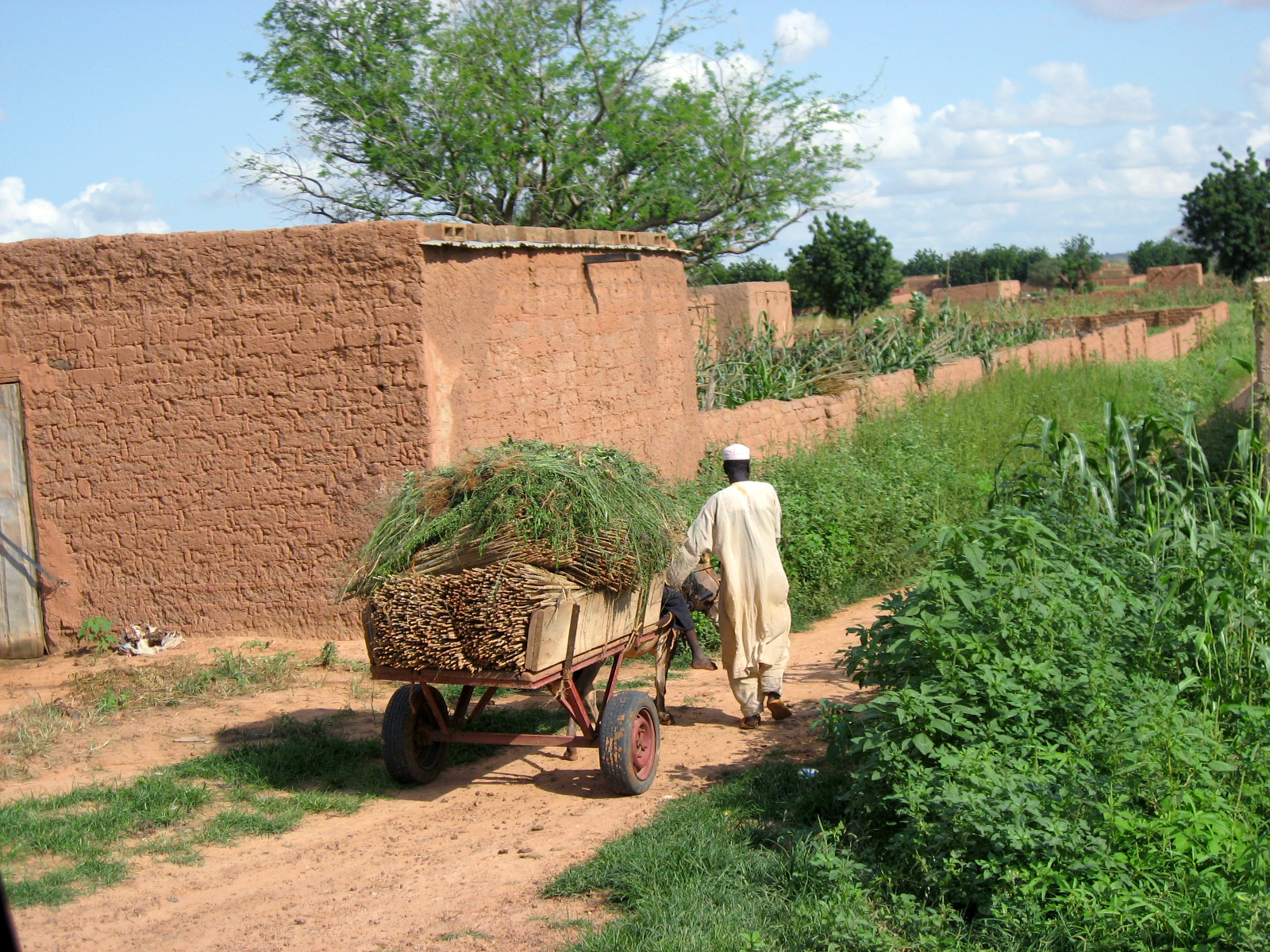
Một nông dân đang thu hoạch kê tại làng Koremairwa ở tỉnh Dosso.

#### Vàng
Các trữ lượng vàng hiện được biết đến ở Niger nằm trong vùng giữa con sông Niger và biên giới với Burkina Faso. Ngày 5 tháng 9 năm 2004, Tổng thống Tandja công bố chính thức mở cửa mỏ vàng Samira Hill ở tỉnh Tera và thỏi vàng đầu tiên của Nigeri được trao tặng cho ông. Điều này đánh dấu thời điểm lịch sử khi mà mỏ vàng Samira Hill trở thành nơi sản xuất vàng thương mại đầu tiên trong cả nước.
Samira Hill là sở hữu của một liên doanh là công ty SML (Societe des Mines du Liptako) được thành lập do một công ty của Moroc, Societe Semafo, và một công ty Canada, Etruscan Resources. Cả hai nắm giữ 80% (40% - 40%) cổ phần của SML và chính phủ Niger nắm 20% cổ phần. Sản lượng của năm đầu tiên được dự đoán là khoảng 135.000 troy ounces (4.200 kg; 9.260 lb avoirdupois) vàng có giá trị tiền mặt là 177 USD mỗi ounce ($5.70/g). Khối lượng mỏ tại Samira Hill có khoảng 10.073.626 tấn với hàm lượng vàng trung bình là 2,21 vàng từ mỗi tấn mỏ, trữ lượng của Samira Hill là 618.000 troy ounces (19.200 kg; 42.400 lb) sẽ được khai thác trong 6 năm tồn tại của mỏ. Công ty SML tin rằng một trữ lượng vàng quan trọng hiện diện trong khu vực được công nhận là vàng đai vàng có cái tên "Samira Horizon", nằm giữa Gotheye và Ouallam.

#### Than đá
Công ty quốc doanh SONICHAR (Societe Nigerienne de Charbon) ở Tchirozerine (phía bắc Agadez) khai thác than đá từ một mỏ lộ thiên và cung cấp cho nhà máy nhiên liệu và điện để cung cấp năng lượng cho các mỏ uranium. Các trữ lượng than đá khác nằm ở vùng phía nam và tây có phẩm chất cao hơn và có thể được khai thác.

#### Dầu mỏ

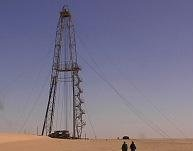
Một giếng dầu thử nghiệm tại sa mạc Tenere, tháng 1,2008.

Niger có tiềm năng về dầu mỏ. Năm 1992, công ty Hunt Oil được quyền khai thác tại Djado, vào năm 2003 công ty China National Petroleum Company giành được quyền khai thác tại Tenere. Một liên doanh giữa ExxonMobil-Petronas được bán duy nhất cho Agadem block, trong vùng Diffa phía bắc hồ Tchad, nhưng chưa bao giờ đi vào khai thác.
Trong tháng 6 năm 2008, chính phủ đã nhượng lại quyền khai thác Agadem block cho CNPC. Niger công bố trong số tiền chuyển nhượng là $5 tỉ USD, công ty Trung Quốc sẽ xây dựng các giếng dầu và 11 trong số này sẽ được mở trong năm 2012, lượng dầu khai thác được là khoảng 20.000 thùng/ngày (3.200 m³/ngày) và được chuyển tới nhà máy lọc dầu gần Zinder rồi sau đó được vận chuyển bằng đường ống ra khỏi Niger. Chính phủ ước tính trữ lượng của khu vực vào khoảng 324.000.000 thùng (51.500.000 m³) và đang tìm kiếm các nguồn dầu khác tại sa mạc Tenere và gần Bilma. Niger tuyên bố rằng họ hi vọng thùng dầu xuất khẩu đầu tiên sẽ được đưa ra thị trường vào năm 2009.

#### Tốc độ tăng trưởng
Trong khoảng giữa thập niên 1990, tính cạnh tranh của kinh tế Niger được tạo ra nhờ sự giảm giá của đồng franc CFA đồng thời góp phần vào tỉ lệ tăng trưởng 3.5% suốt thời gian này. Nhưng sau đó nền kinh tế bị trì trệ do sự cắt giảm đột ngột các khoảng viện trợ từ nước ngoài vào năm 1999 (dần dần được nối lại vào năm 2000) và lượng mưa ít ỏi trong năm 2000. Do tính chất quan trọng của khu vực nông nghiệp trong nền kinh tế mà sự trở lại của lượng mưa dồi dào chính là yếu tố chủ yếu thúc đẩy tỉ lệ tăng trưởng là 5,1% năm 2000, 3.1% năm 2001, 6.0% năm 2002, và 3.0% năm 2003.
Trong những năm gần đây, chính phủ Niger soạn thảo sửa đổi các luật đầu tư (1997 và 2000), luật dầu khí (1992) và luật khai khoáng (1993), tất cả nhằm mục đích thu hút các nhà đầu tư. Chính phủ hiện nay đang tích cực tìm kiếm đầu tư của tư nhân nước ngoài và coi đây là chìa khóa để phục hồi tốc độ tăng trưởng và phát triển kinh tế. Cùng với sự hỗ trở của Chương trình Phát triển của Liên Hợp Quốc (UNDP), Niger đang thực hiện các nỗ lực nhằm cải tổ khu vực sản xuất tư nhân.

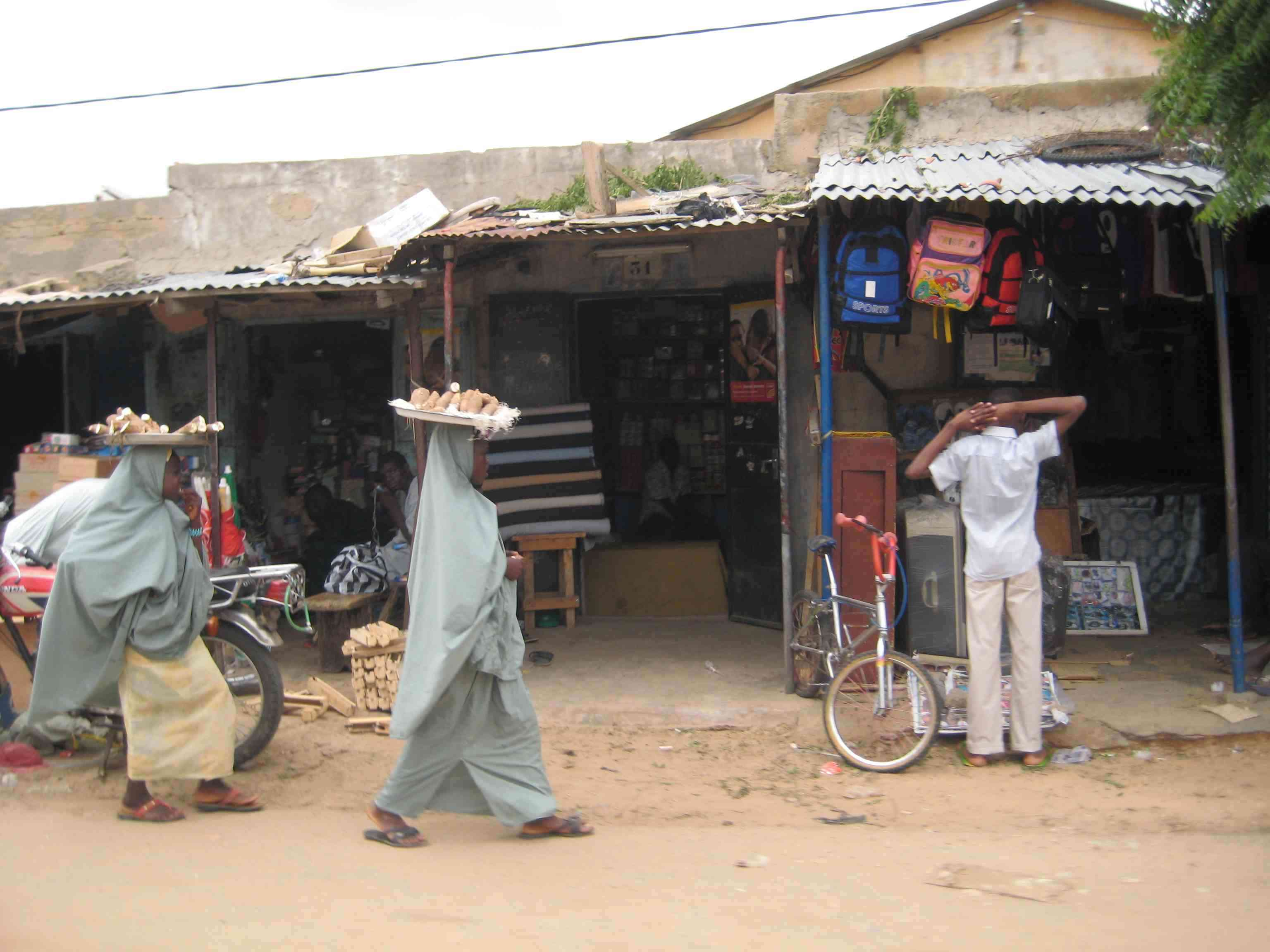
Một ngôi chợ ở Maradi.

### Tái cơ cấu nền kinh tế và nợ
Vào tháng 1 năm 2000, chính phủ mới được bầu của Niger thừa hưởng một nền kinh tế và tài chính đang phải đối mặt với nhiều vấn đề nghiêm trọng bao gồm ngân quỹ hoàn toàn trống rỗng, lương quá hạn cho nhân viên nhà nước (11 tháng nợ) và tiền học bổng, tăng nợ, giảm hiệu suất doanh thu và đầu tư công cộng. Vào tháng 12 năm 2000, Niger hội đủ điều kiện xóa nợ của chương trình do Quỹ Tiền tệ Quốc tế dành cho Những nước nghèo mắc nợ cao và đi đến ký kết với quỹ này Thể thức giảm nghèo và tăng trưởng (PRGF).
Ngoài những thay đổi trong việc quản lý ngân sách và tài chính công, chính phủ mới đã theo đuổi việc chuyển dịch nền kình tế theo hướng tư nhân hóa do IMF đề ra. Điều này bao gồm việc tư nhân hóa các cơ sở cấp nước và viễn thông, đồng thời loại bỏ việc quy định giá các sản phẩm dầu mỏ, cho phép giá cả được thiết lập theo thị trường thế giới. Đi xa hơn nữa là việc tư nhân hóa các tập đoàn đang hoạt động của nhà nước.
Trong một nỗ lực cùng với IMF thực hiện kế hoạch Tăng trưởng cơ sở và giảm nghèo, chính phủ Niger cũng đang có những hành động nhằm giảm nạn tham nhũng đi đôi với phát triển xã hội dân sự như phác thảo Kế hoạch giảm nghèo chiến lược tập trung vào việc cải thiện hệ thống chăm sóc sức khỏe, giáo dục tiểu học, cơ sở hạ tầng nông thôn và cải cách tư pháp. Một kế hoạch dài hạn nhằm tư nhân hóa công ty năng lượng của Niger là NIGELEC, bị thất bại vào năm 2001 và được thực hiện lại vào năm 2003 vì lý do không thông tin kịp thời cho người mua. SONITEL, nhà điều hành điện thoại quốc gia được tư nhân hóa năm 2001, nhưng lại được quốc hữu hóa năm 2009.
Tuy nhiên việc tư nhân hóa và tự do hóa kinh tế cũng gặp phải nhiều sự chỉ trích mạnh mẽ Báo cáo viên Đặc biệt của Liên Hợp Quốc về quyền được tiếp cận thực phẩm đã đưa ra một ví dụ cho thấy rằng sự tư nhân hóa đã ảnh hưởng đến những thành viên nghèo nhất và dễ bị tổn thương nhất của xã hội Niger. Những người chỉ trích lập luận rằng những nghĩa vụ của chính phủ Niger đối với những tổ chức tín dụng đã ràng buộc Niger trong một tiến trình tự do hóa thương mại bất lợi đối với các nông dân sản xuất nhỏ và đặc biệt là phụ nữ ở nông thôn.

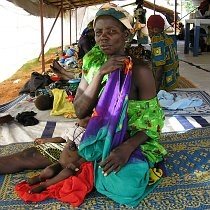
Một phụ nữ nông thôn đang săn sóc đứa con sơ sinh suy dinh dưỡng tại trung tâm cứu trợ Maradi MSF, trong khủng hoảng lương thực Niger 2005–06. Trong khi vùng Maradi là rổ bánh mì của Niger, chỉ riêng trong thế kỷ XX đã chứng kiến ban nạn hạn hán Sahel tồi tệ nhất đã làm mất an ninh lương thực trầm trọng ngay cả những vùng màu mỡ nhất của Niger.

#### Viện trợ nước ngoài
Các nhà tài trợ quan trọng cho Niger là Pháp, Liên minh châu Âu, Ngân hàng Thế giới, IMF và các cơ quan khác của Liên Hợp Quốc như (UNDP, UNICEF, FAO, WFP, và UNFPA). Những nhà tài trợ chính khác bao gồm Hoa Kỳ, Bỉ, Đức, Thụy Sĩ, Canada, và Ả Rập Xê Út. Trong khi cơ quan USAID không có văn phòng ở Niger, Hoa Kỳ vẫn là nhà tài trợ chính, đóng góp gần 10 triệu đô la mỗi năm để phát triển Niger.
Hoa Kỳ cũng là đối tác chính trong các chương trình hợp tác chính sách ở lĩnh vực an ninh lương thực và HIV/AIDS. Tầm quan trọng của sự hỗ trợ từ bên ngoài để phát triển Niger được thể hiện qua thực tế rằng khoảng 45% ngân sách của chính phủ Niger tài khoá năm 2002, trong đó có 80% số vốn ngân sách xuất phát từ chính phủ là từ nguồn tài trợ. Năm 2005 Liên Hợp Quốc bắt đầu chú ý đến sự cần thiết phải tăng viện trợ nước ngoài để khắc phục các vấn đề nghiêm trọng do hạn hán và nạn châu chấu gây ra Khủng hoảng lương thực Niger 2005–06, đe dọa cuộc sống của khoảng 1 triệu người.

### Giao thông

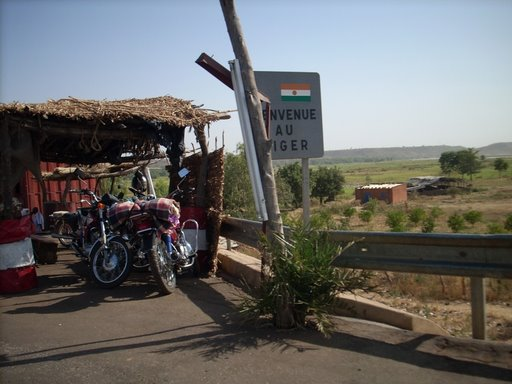
Đường bộ tại biên giới vào Niger từ Bénin tại Gaya. Niger phụ thuộc vào các cảng biển ở các nước láng giếng, đặc biệt là Benin và Nigeria, để đưa hàng hóa vào thị trường quốc tế.

Giao thông là vấn đề mang tính sống còn đối với nền kinh tế và văn hóa của một quốc gia rộng lớn nằm sâu trong lục địa, với các thành phố bị ngăn cách bởi các sa mạc bao la không có người ở, các dãy núi, và nhiều chướng ngại tự nhiên như Niger. Hệ thống giao thông của Niger ít được chú trọng phát triển trong suốt thời kỳ thuộc địa (1899-1960), phương cách đi lại chủ yếu vẫn dựa vào xe thồ động vật, đi bộ, và giao thông bằng đường thủy một cách hạn chế ở miền nằm ở cực đông nam và tây nam của đất nước.
Không một đoạn đường sắt nào được xây dựng trong thời kỳ thuộc địa và phần lớn đường bộ bên ngoài thủ đô đều chưa được trải nhựa. Sông Niger lại không thích hợp cho các phương tiện vận chuyển lớn vì thiếu độ sâu cần thiết trong phần lớn thời gian trong năm, và tại nhiều nơi sông còn bị đứt quãng. Theo dòng lịch sử, các đoàn lữ hành bằng lạc đà đã trở thành phương tiện giao thông quan trọng trong sa mạc Sahara và những vùng Sahel ở miền bắc.

#### Đường bộ
Giao thông đường bộ đặc biệt là taxi, xe buýt và xe tải là các phương tiện vận chuyển đường dài chủ yếu đối với người Niger. Tính đến năm 1996 đã có tổng cộng 10.100 km đường bộ được xây dựng, nhưng chỉ có 798 km đường là được trải nhựa. Phần lớn các con đường được trải nhựa trong số này là ở các thành phố lớn và nằm trong hai đường cao tốc chính. Đường cao tốc có trải nhựa thứ nhất được xây dựng trong thập nhiên 1970 và 80 để chuyên chở uranium từ mỏ ở thị trấn Arlit ở miền bắc đến biên giới Bénin. (Hầu hết hàng hóa xuất khẩu của Niger đều dựa vào các hải cảng ở Cotonou, Lomé, và Port Harcourt.) Do đó, con đường này còn có cái tên Đường cao tốc Uranium chạy qua các thị trấn và thành phố Arlit, Agadez, Tahoua, Birnin-Konni và Niamey, và là một phần của hệ thống đường cao tốc xuyên Sahara. Con đường cao tốc có trải nhựa thứ hai có tên RN1 ("Routes Nationale") chạy theo hướng tây đông ở miền nam của đất nước, bắt đầu từ Niamey qua Maradi và Zinder về phía Diffa ở miền cực đông của Niger, tuy nhiên đoạn từ Zinder đến Diffa của con đường này chỉ được trải nhựa một phần. Các con đường khác thì được làm bằng nhiều chất liệu khác nhau từ các loại đá ong hay đắp bằng đất hoặc cát, đặc biệt là ở miền sa mạc phía bắc. Những con đường loại này giúp di chuyển đến những miền xa xôi của đất nước ngoài đường quốc lộ.

#### Giao thông đường không
Các sân bay quốc tế chính của Niger là sân bay quốc tế Diori Hamani ở Niamey. Các sân bay còn lại ở Niger bao gồm sân bay quốc tế Mano Dayak ở Agadez và Zinder Airport gần Zinder.

## Nhân khẩu
Hơn một nửa dân số Niger là người Hausa, vốn cũng tạo thành các nhóm dân tộc lớn ở miền bắc Nigeria, và người Zarma-Songhai, cũng cư trú trong nhiều vùng của Mali. Cả hai nhóm, cùng với người Gourmantche, vốn là những nông dân định canh định cư sống tại vùng đất có thể trồng trọt được ở miền Nam của đất nước.

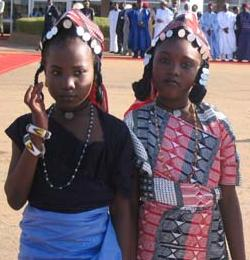
Những bé gái Niger trong trang phục truyền thống của người Zarma-Songhai.

Phần còn lại của dân số Niger là những dân tộc chăn nuôi du mục hoặc bán du mục như—Fulani, Tuareg, Kanuri, Ả rập và Toubou—chiếm khoảng 20% dân số Niger. Với một dân số tăng lên nhanh chóng dẫn đến kết quả là sự tranh chấp các nguồn tài nguyên tự nhiên, sự khác biệt trong lối sống của các cư dân nông nghiệp và chăn nuôi dần dần chuyển sang sự xung đột ở Niger trong những năm gần đây.
Một nghiên cứu về người Niger đã chỉ ra rằng hơn 800.000 người đang bị đói, chiếm khoảng 8% dân số.

### Sức khỏe
Tỉ lệ tử vong cao của trẻ sơ sinh ở Niger gần tương đương với các quốc gia lân cận. Tuy nhiên tử lệ tử vong của trẻ em trong độ tuổi từ 1 đến 4 là đặc biệt cao (248 mỗi 1.000) do điều kiện chăm sóc sức khỏe nghèo nàn nói chung và dinh dưỡng thiếu thốn đối với phần lớn trẻ em ở quốc gia này. Theo tổ chức Cứu giúp Trẻ em, Niger có tỉ lệ tử vong trẻ sơ sinh cao nhất thế giới.
Tuy nhiên đi đôi với tử lệ tử vong trẻ sơ sinh, Niger cũng có tổng tỷ suất sinh cao nhất trên thế giới (7,2 trẻ em mỗi phụ nữ); điều nay có nghĩa là (49%) dân số Niger là dưới 15 tuổi. Trái lại chỉ có 3 bác sĩ và 22 y tá mỗi 100.000 người vào năm 2004.

### Giáo dục

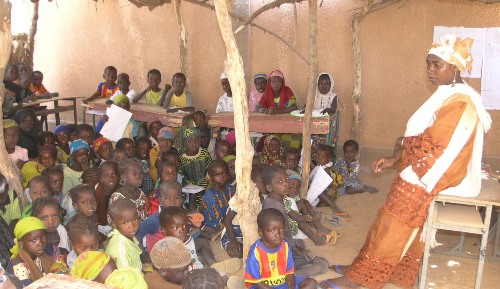
Một lớp học tiểu học ở Niger.

Giáo dục Niger là bắt buộc trong sáu năm. Tỉ lệ đăng ký học ở mức rất thấp, đặc biệt là đối với các em gái. Năm 1997, số trẻ em đăng ký học là 29.3 phần trăm, và năm 1996, tổng số học sinh đi học chiếm 24.5 phần trăm số trẻ em. Khoảng 60 phần trăm số trẻ em hoàn thành bậc tiểu học là các bé trai, trong khi đại đa số các bé gái chỉ đi học trong vài năm. Trẻ em bị buộc phải lao động hơn là phải tới trường, đặc biệt là trong quá trình trồng trọt và vụ thu hoạch. Ngoài ra, các trẻ em trong các bộ lạc du mục ở miền bắc đất nước thường xuyên không thể tiếp cận với trường học.

### Tôn giáo
| Tôn giáo ở Niger | Tôn giáo ở Niger | Tôn giáo ở Niger | Tôn giáo ở Niger | Tôn giáo ở Niger |
| ---------------- | ---------------- | ---------------- | ---------------- | ---------------- |
| tôn giáo         | tôn giáo         |                  | phần trăm        | phần trăm        |
| Hồi giáo         | Hồi giáo         |                  | 90%              | 90%              |
| Thiên chúa giáo  | Thiên chúa giáo  |                  | 5%               | 5%               |
| Thuyết vật linh  | Thuyết vật linh  |                  | 5%               | 5%               |

Đạo hồi được truyền tới Bắc Phi từ đầu thế kỷ thứ X và đã hình thành nên rất nhiều tập tục của người dân Niger. Hơn 90% dân số là theo hồi giáo, với một số cộng đồng nhỏ theo Thuyết vật linh và Cơ đốc giáo, vốn là kết quả của việc truyền giáo trong thời kỳ thuộc địa Pháp, cũng như các cộng đồng bị đày từ châu Âu và Tây Phi.

#### Hồi giáo
Khoảng 99% người theo đạo hồi là hệ phái Sunni; 1% là phái Shi'a. Đạo hồi được truyền tới Niger vào đầu thế kỷ XV, cùng lúc với sự bành trướng của Đế quốc Songhai về hướng tây và sự ảnh hưởng của dòng thương mại xuyên Sahara từ Maghreb và Ai Cập. Sự bành mở rộng ảnh hưởng của người Tuareg về phía bắc, mà đỉnh cao là việc bao vây các ốc đảo của đế quốc Kanem-Bornu trong thế kỷ XVII, nhằm thực hiện theo những điều trong thần thoại Berber.
Cả hai khu vực của người Zarma và người Hausa chịu ảnh hưởng của hồi giáo Fula Sufi của các dân tộc láng giềng, đặc biệt là cộng đồng Sokoto (hiện nay ở miền bắc Nigeria). Những tập tục đạo hồi hiện đại ở Niger thường có mối liên hệ chặt chẽ với láng giềng Tijaniya Sufi, mặc dù có các cộng đồng nhỏ có mối liên hệ với Hammallism và Nyassist Sufi ở phía đông và Sanusiya ở phía đông bắc
Một trung tâm nhỏ của những người theo hệ Wahhabite xuất hiện trong ba mươi năm trở lại đây ở thủ đô và ở Maradi. Những nhóm này có liên hệ đến những nhóm tương tự ở Jos, Nigeria, đã trở thành một đề tài được nhắc đến nhiều thông qua các cuộc bạo động trong thập niên 1990
Bất chấp những sự kiện như vậy, Niger vẫn được điều hành bởi một nhà nước thế tục, điều này được quy định trong luật pháp. Các mối quan hệ giữa các tôn giáo được xem là rất tốt, và các tập tục truyền thống của đạo hồi trong phần lớn các khu vực trên đất nước đều mang đặc điểm khoan dung đối với niềm tin của người khác và không có giới hạn tự do của cá nhân. Tình trạng li dị và đa thê là không đáng kể, phụ nữ không bị tách biệt với cuộc sống và việc đeo mạng che mặt là không bắt buộc. Việc sản xuất rượu, như công ty địa phương là Bière Niger, được bán công khai trong nước.

#### Thuyết vật linh
Một phần nhỏ dân số theo những tập tục tín ngưỡng tôn giáo bản địa. Con số người theo thuyết vật linh vẫn còn đang trong vòng tranh cãi. Khi phần lớn các khu vực phía nam của quốc gia này vẫn chưa chịu sự ảnh hưởng của hồi giáo vào cuối thế kỷ XIX, và chỉ một phần cư dân nông thôn là cải sang đạo hồi. Hiện vẫn còn các khu vực của những người tổ chức các lễ hội và theo truyền thống của thuyết vật linh (như thờ cúng Bori) được thực hiện bởi các cộng đồng Hồi giáo pha tạp (trong một số khu vực của người Hausa cũng như của người Toubou và Wodaabe), trái ngược với các cộng động nhỏ chỉ theo truyền thống tiền hồi giáo.
Những cộng đồng này bao gồm Maouri nói tiếng Hausa (hay Azna, từ trong ngôn ngữ Hausa chỉ "những người ngoại giáo") ở Dogondoutci về phía nam tây-nam và người người Manga nói tiếng Kanuri gần Zinder, cả hai đều có những tập tục tiền hồi giáo Hausa Maguzawa. Một số cộng đồng nhỏ Boudouma và Songhay theo thuyết vật linh ở tây nam.

## Văn hóa

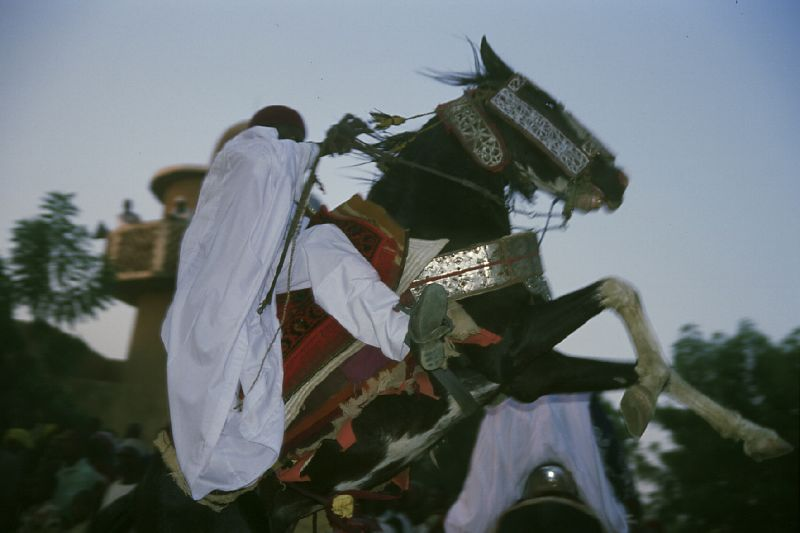
Một người cưỡi ngựa tại lễ hội truyền thống Ramadan ở cung điện Sultan trong thành phố Zinder của người Hausa.

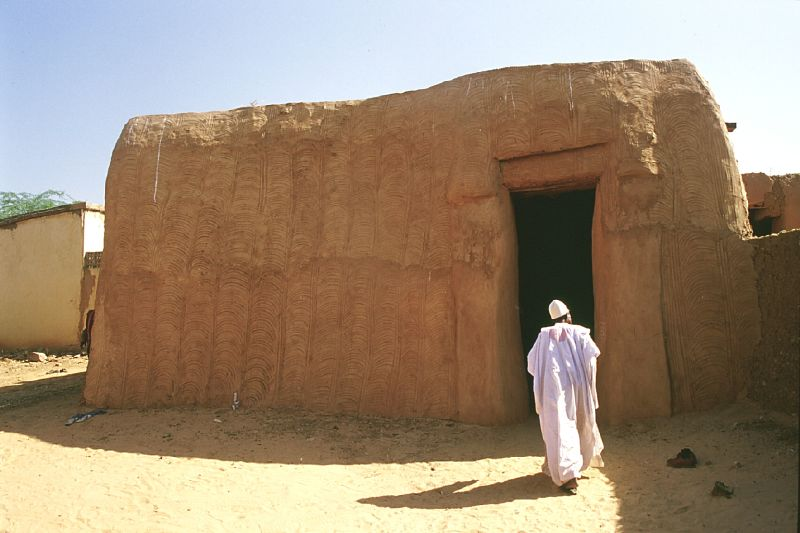
Một ngôi nhà truyền thống ở Zinder

Nền văn hóa của Niger có sự đa dạng lớn, bằng chứng là sự giao lưu văn hóa giữa các sắc tộc tồn tại trong thời kỳ thuộc địa Pháp dưới một nhà nước duy nhất đầu thế kỷ XX. Đất nước Niger hiện đại được hình thành từ bốn khu vực văn hóa riêng biệt trong thời kỳ tiền thuộc địa: người Zarma sống ở thung lũng sông Niger về phía tây nam; vùng ngoại vi phía bắc Hausaland là khu vực sinh sống của các bộ lạc chống lại cộng đồng Sokoto, và trải dài dọc theo biên giới phía nam với Nigeria; lưu vực hồ Tchad và Kaouar về phía đông của Niger là nơi cư trú của các nông dân người Kanuri và các cư dân chăn nuôi người Toubou đã từng là một phần của đế quốc Kanem-Bornu; và người Tuareg sống du mục ở dãy núi Aïr và sa mạc Sahara ở miền bắc.
Mỗi cộng đồng cư dân cùng với các nhóm sắc tộc nhỏ như các mục đồng Wodaabe Fula, đã đóng góp bản sắc văn hóa của riêng họ vào nền văn hóa chung của Niger. Khi các chính phủ trong thời kỳ độc lập có gắng để các cộng đồng này chia sẻ một nền văn hóa chung của quốc gia, tuy nhiên điều này gặp nhiều trở ngại để được thực thi, một phần vì các nhóm cộng đồng chính của Niger có một lịch sử văn hóa của riêng họ, và một phần là các nhóm sắc tộc Niger như Hausa, Tuareg và Kanuri là một phần của các nhóm sắc tộc lớn hơn ở các nước láng giềng vốn được khuyến khích di cư sang Niger trong thời kỳ thuộc địa.
Cho đến thập niên 1990, các quan chức chính phủ và chính trị của Niger chủ yếu là các cư dân của thủ đô Niamey và người Zarma ở khu vực phụ cận. Cùng thời điểm đó phần lớn dân số trong vùng tiếng giáp Hausa nằm giữa Birni-N'Konni và Maine-Soroa, được xem là có nền văn hóa đặc trưng trong vùng Hausaland ở Nigeria hơn là ở Niamey. Trong khoảng thời gian giữa năm 1996 và 2003, tỉ lệ đi học là khoảng 30%, bao gồm 36% trẻ em trai và 25% đối với bé gái. Giáo dục cao hơn được thực hiện thông qua các madrassa.

### Truyền thông
Các phương tiện truyền thông của Niger bắt đầu phát triển đa dạng vào cuối thập niên 1990. Trước khi có nền Cộng hòa thứ ba, người dân Niger chỉ có thể truy cập vào các phương tiện truyền thông của nhà nước được kiểm soát chặt chẽ. Hiện tại ở thủ đô Niamey, có nhiều tờ báo và tạp chí như Le Sahel, được điều hành bởi chính phủ, trong khi nhiều tờ trong số đó có quan điểm chỉ trích chính phủ. Radio là phương tiện truyền thông quan trọng nhất, khi mà tivi vượt quá khả năng chi trả của nhiều cư dân nghèo ở nông thôn và việc mù chữ đã khiến cho các phương tiện truyền thông in ấn trở nên kém thông dụng.
Ngoài các cơ quan cung cấp dịch vụ phát thanh nhà nước và khu vực ORTN, còn có bốn mạng lưới phát thanh tư nhân với tổng số hơn 100 trạm. Ba trong số chúng —Anfani Group, Sarounia và Tenere-là các mạng lưới phát sóng trên tần số FM ở các thành phố chính. Ngoài ra còn có một mạng lưới hơn 80 trạm phát sóng radio cộng đồng đặt ở tất cả bảy vùng của đất nước, được điều hành bởi Comité de Pilotage de Radios de Proximité (CPRP), một tổ chức dân sự xã hội. Theo ước tính của các cơ quan của CPRP, khu vực phát sóng độc lập của tư nhân phủ sóng đến 7,6 triệu người dân, hay khoảng 73% dân số (2005).
Bên cạnh các trạm phát sóng radio của người Niger, còn có dịch vụ phát thanh của đài BBC tại Hausa được phát thông qua các trạm tiếp sóng FM xuyên suốt một khu vực rộng lớn của đất nước, đặc biệt là ở miền nam khu vực gần biên giới với Nigeria. Đài Radio France Internationale cũng phát lại các chương trình tiếng Pháp thông qua các trạm thương mại và qua đường vệ tinh. Tenere FM cũng phát sóng một đài truyền hình độc lập cùng tên.
Mặc dù quyền tự do được đảm bảo ở mức quốc gia, nhưng các nhà báo Niger than phiền họ thường hay bị áp lực bởi chính quyền địa phương. Mạng lưới truyền thông ORTN quốc gia phụ thuộc về mặt tài chính vào chính phủ, một phần khoảng thu của họ đến từ các hóa đơn tiền điện và một phần là từ tiền trợ cấp trực tiếp. Khu vực truyền thông được điều hành bởi Conseil Supérieur de Communications, vốn được thiết lập như một thực thể độc lập vào đầu thập kỷ 1990, và từ năm 2007 đứng đầu cơ quan này là Daouda Diallo. Các nhóm nhân quyền quốc tế đã chỉ trích chính phủ Niger vào năm 1996 khi chính phủ này muốn ban hành sự áp đặt và sử dụng cảnh sát để trừng phạt những sự chỉ trích nhà nước.